# Leonas de Ponce 2023
Questa voce raccoglie le informazioni riguardanti le Leonas de Ponce nella stagione 2023.

## Stagione
Le Leonas de Ponce partecipano al loro trentaquattresimo campionato di Liga de Voleibol Superior Femenino, classificandosi al settimo posto in regular season e, pertanto, mancando la qualificazione ai play-off scudetto.

## Organigramma societario
Area direttiva
- Presidente: Marvin Alameda

Area tecnica
- Allenatore: Gerardo Batista

## Rosa
| N° | Nome              | Ruolo | Data di nascita   | Nazionalità sportiva |
| -- | ----------------- | ----- | ----------------- | -------------------- |
| 1  | Stephanie Rivera  | S     | 30 maggio 2000    | Porto Rico           |
| 2  | Laia Jaca         | P     | -                 | Porto Rico           |
| 3  | Valeria León      | L     | 21 novembre 1995  | Porto Rico           |
| 5  | Jhenna Gabriel    | P     | 11 marzo 2000     | Stati Uniti          |
| 6  | Irka Lasanta      | S     | 24 febbraio 2004  | Porto Rico           |
| 7  | Nelmarie Cruz     | S     | 3 giugno 1996     | Porto Rico           |
| 8  | Gabriela Colón    | S     | 29 luglio 1995    | Porto Rico           |
| 10 | Zoé Sostre        | C     | 12 maggio 1993    | Porto Rico           |
| 11 | Valeria Santos    | L     | 23 aprile 1998    | Porto Rico           |
| 12 | Jenselyn Morales  | C     | 7 giugno 1999     | Porto Rico           |
| 13 | Natalia Molina    | C     | 13 settembre 2001 | Porto Rico           |
| 14 | Nydiaris Burgos   | C     | 2 febbraio 1999   | Porto Rico           |
| 17 | Nayshaliz Lorenzo | S     | -                 | Porto Rico           |
| 18 | Nia Robinson      | S     | 24 marzo 1999     | Stati Uniti          |
| 19 | Madison Smith     | S     | 1º gennaio 2000   | Stati Uniti          |
| 19 | Eleanor Holthaus  | S     | 5 aprile 2000     | Stati Uniti          |

## Mercato
| Acquisti | Acquisti          | Acquisti             | Acquisti   |
| R.       | Nome              | da                   | Modalità   |
| -------- | ----------------- | -------------------- | ---------- |
| P        | Laia Jaca         | Central de Bayamón   | definitivo |
| L        | Valeria León      | Criollas de Caguas   | definitivo |
| P        | Jhenna Gabriel    | UN Las Vegas         | definitivo |
| S        | Irka Lasanta      | Santa Teresita       | definitivo |
| S        | Nelmarie Cruz     | -                    | definitivo |
| S        | Gabriela Colón    | Criollas de Caguas   | definitivo |
| C        | Zoé Sostre        | Changas de Naranjito | definitivo |
| L        | Valeria Santos    | Pinkin de Corozal    | definitivo |
| C        | Jenselyn Morales  | -                    | definitivo |
| C        | Natalia Molina    | Católica             | definitivo |
| C        | Nydiaris Burgos   | -                    | definitivo |
| S        | Nayshaliz Lorenzo | ?                    | definitivo |
| S        | Nia Robinson      | North Carolina       | definitivo |
| S        | Madison Smith     | Markopoulo           | definitivo |
| S        | Stephanie Rivera  | Criollas de Caguas   | definitivo |
| S        | Eleanor Holthaus  | Iowa State           | definitivo |

| Cessioni | Cessioni          | Cessioni | Cessioni   |
| R.       | Nome              | a        | Modalità   |
| -------- | ----------------- | -------- | ---------- |
| S        | Nayshaliz Lorenzo | -        | svincolata |
| S        | Madison Smith     | -        | svincolata |

## Risultati

### LVSF

#### Regular season
| 2 febbraio 2023 Coliseo Salvador Dijols, Ponce            | Leonas de Ponce         | 0 - 3 | Valencianas de Juncos   | 18-25, 12-25, 23-25               |
| 4 febbraio 2023 Coliseo Juan Aubín Cruz Abreu, Manatí     | Atenienses de Manatí    | 3 - 0 | Leonas de Ponce         | 26-24, 25-19, 25-19               |
| 8 febbraio 2023 Coliseo Salvador Dijols, Ponce            | Leonas de Ponce         | 0 - 3 | Changas de Naranjito    | 19-25, 18-25, 23-25               |
| 15 febbraio 2023 Coliseo Roberto Clemente, San Juan       | Cangrejeras de Santurce | 3 - 0 | Leonas de Ponce         | 25-19, 25-22, 25-7                |
| 18 febbraio 2023 Coliseo Salvador Dijols, Ponce           | Leonas de Ponce         | 0 - 3 | Criollas de Caguas      | 19-25, 23-25, 20-25               |
| 23 febbraio 2023 Coliseo Carmen Zoraida Figueroa, Corozal | Pinkin de Corozal       | 3 - 0 | Leonas de Ponce         | 25-19, 25-21, 25-12               |
| 25 febbraio 2023 Coliseo Rafael Amalbert, Juncos          | Valencianas de Juncos   | 3 - 1 | Leonas de Ponce         | 25-20, 25-27, 25-18, 25-21        |
| 26 febbraio 2023 Coliseo Salvador Dijols, Ponce           | Leonas de Ponce         | 3 - 2 | Atenienses de Manatí    | 19-25, 25-21, 21-25, 25-23, 18-16 |
| 2 marzo 2023 Coliseo Gelito Ortega, Naranjito             | Changas de Naranjito    | 3 - 1 | Leonas de Ponce         | 25-19, 22-25, 25-21, 25-22        |
| 5 marzo 2023 Coliseo Salvador Dijols, Ponce               | Leonas de Ponce         | 3 - 1 | Cangrejeras de Santurce | 25-23, 19-25, 25-17, 25-23        |
| 9 marzo 2023 Coliseo Roger L. Mendoza, Caguas             | Criollas de Caguas      | 3 - 2 | Leonas de Ponce         | 25-12, 31-29, 18-25, 15-25, 15-13 |
| 10 marzo 2023 Coliseo Juan Aubín Cruz Abreu, Manatí       | Atenienses de Manatí    | 0 - 3 | Leonas de Ponce         | 20-25, 20-25, 21-25               |
| 12 marzo 2023 Coliseo Salvador Dijols, Ponce              | Leonas de Ponce         | 1 - 3 | Pinkin de Corozal       | 17-25, 18-25, 26-24, 20-25        |
| 15 marzo 2023 Coliseo Salvador Dijols, Ponce              | Leonas de Ponce         | 1 - 3 | Valencianas de Juncos   | 25-22, 18-25, 22-25, 23-25        |
| 25 marzo 2023 Coliseo Roberto Clemente, San Juan          | Cangrejeras de Santurce | 3 - 0 | Leonas de Ponce         | 25-18, 25-21, 25-18               |
| 29 marzo 2023 Coliseo Carmen Zoraida Figueroa, Corozal    | Pinkin de Corozal       | 3 - 2 | Leonas de Ponce         | 25-17, 21-25, 20-25, 25-20, 15-12 |
| 31 marzo 2023 Coliseo Salvador Dijols, Ponce              | Leonas de Ponce         | 1 - 3 | Criollas de Caguas      | 13-25, 25-20, 14-25, 16-25        |
| 2 aprile 2023 Coliseo Salvador Dijols, Ponce              | Leonas de Ponce         | 1 - 3 | Changas de Naranjito    | 12-25, 25-20, 22-25, 17-25        |

## Statistiche

### Statistiche di squadra
| Competizione | Punti | In casa | In casa | In casa | In trasferta | In trasferta | In trasferta | Totale | Totale | Totale |
| Competizione | Punti | G       | V       | P       | G            | V            | P            | G      | V      | P      |
| ------------ | ----- | ------- | ------- | ------- | ------------ | ------------ | ------------ | ------ | ------ | ------ |
| LVSF         | 10    | 9       | 2       | 7       | 9            | 1            | 8            | 18     | 3      | 15     |
| Totale       | -     | 9       | 2       | 7       | 9            | 1            | 8            | 18     | 3      | 15     |

G = partite giocate; V = partite vinte; P = partite perse